# Ulrik le Fevre
Ulrik le Fevre (ur. 25 czerwca 1946 w Vejle, zm. 24 lutego 2024) – duński piłkarz występujący na pozycji pomocnika.

## Kariera klubowa
Le Fevre karierę rozpoczynał w sezonie 1964 w pierwszoligowym zespole Vejle BK. W sezonie 1965 wywalczył z nim wicemistrzostwo Danii. Graczem Vejle był do sezonu 1969. W 1969 roku przeszedł do niemieckiej Borussii Mönchengladbach. W Bundeslidze zadebiutował 16 sierpnia 1969 w przegranym 0:2 meczu z FC Schalke 04. 31 października 1969 w wygranym 5:1 pojedynku z Alemannią Akwizgran strzelił pierwszego gola w Bundeslidze. W sezonach 1969/1970 oraz 1970/1971 wraz z Borussią wywalczył mistrzostwo Niemiec.
W 1972 roku le Fevre odszedł do belgijskiego Club Brugge. Występował tam przez pięć sezonów, do 1977 roku. W tym czasie zdobył z klubem trzy mistrzostwa Belgii (1973, 1976, 1977) oraz Puchar Belgii (1977). W 1977 roku wrócił do Vejle. W sezonie 1977 zdobył z nim Puchar Danii, a w sezonie 1978 mistrzostwo Danii. W 1978 roku zakończył karierę.

## Kariera reprezentacyjna
W reprezentacji Danii le Fevre zadebiutował 1 grudnia 1965 w przegranym 2:4 meczu eliminacji Mistrzostw Świata 1966 z Walią. 21 czerwca 1966 w przegranym 1:3 towarzyskim pojedynku z Portugalią strzelił pierwszego gola w kadrze. W latach 1965–1976 w drużynie narodowej rozegrał 37 spotkań i zdobył 7 bramek.